# واسولا (ميزوري)
واسولا (بالإنجليزية: Wasola)‏ هي إحدى المجتمعات الفردية (غير مصنفة) في ولاية ميزوري في الولايات المتحدة الأمريكية.